# Lucho Olivera
Ricardo Luis Olivera (Corrientes, 25 de mayo de 1942 - Buenos Aires, 11 de noviembre de 2005), más conocido como Lucho Olivera, fue un historietista argentino. Dibujó numerosas series para la Editorial Columba, entre ellas Nippur de Lagash, uno de los personajes estrella de la compañía.

## Biografía
Olivera nació en la ciudad de Corrientes, donde estudió dibujo y pintura con Rubén Vispo. A los 20 años dejó la ciudad para trasladarse a Buenos Aires, donde publicaría sus primeros dibujos en Vea y Lea y Leoplán mientras estudiaba en la Escuela Panamericana de Arte con Hugo Pratt y Alberto Breccia; su estilo cargado y detallista, influido por Breccia pero también reminiscente de la obra de John Buscema o Frank Frazetta, atrajo la atención de la editorial de Héctor Germán Oesterheld, para cuyas revistas Frontera y Hora Cero ilustraría varias portadas en los años siguientes. Pronto se sumaría también al equipo de Misterix, donde en 1964 publicaría la primera obra con guion propio, Legión Extranjera.
El salto a la fama vendría, sin embargo, con su colaboración en las revistas de la Editorial Columba, en cuya publicación principal, D'Artagnan, aparecería por primera vez en 1967 Nippur de Lagash; centrada en las aventuras de un hosco exiliado sumerio, la historieta, basada libremente en el canon mitológico mesopotámico fue el resultado de su amistad con el (en ese momento) novel guionista paraguayo Robin Wood, con quien Olivera compartía su afición a la sumerología, y que aportaría densidad narrativa a la historieta, incorporando material histórico e imprimiéndole una característica continuidad a las historias.[cita requerida] Resultó un éxito rotundo desde los primeros números, aparecidos en mayo de 1967; los primeros siete episodios fueron historias unitarias, narrando el exilio de Nippur de su ciudad natal y la adopción de una vida de aventurero errante.
A partir de 1972 Nippur apareció en formato de comic-book independiente; Olivera y Wood exploran en él la juventud del personaje e historias amorosas, mientras que el dibujante Sergio Mulko, admirador de Olivera, relevó a este en las páginas para D'Artagnan. Del comic-book aparecerían 27 números; al fin de este, Olivera volvió a alternar con Mulko en el dibujo para D'Artagnan. Mientras tanto, y desde junio de 1969, había comenzado a dibujar con guion propia una historieta sobre Gilgamesh el inmortal, en la que trasladaba al héroe sumerio a un entorno de ciencia ficción posapocalíptica. El guion, de mayor fantasía y ambigüedad moral que el de Nippur, permitió a Olivera desarrollar un estilo atípicamente tenebrista.
En los años siguientes, y tras el retiro de José Luis Salinas, dibujaría los guiones de Alfredo Julio Grassi para Dick el artillero, una serie de tema deportivo sindicada en el King Features Syndicate y publicada internacionalmente en varios periódicos. Nippur quedaría en manos de otros dibujantes, en especial Ricardo Villagrán. Para Ediciones Record desarrollaría historias de ciencia ficción (Galaxia Cero, Yo Ciborg, Planeta Rojo) y aventura heroica (Ronar), en las que el uso de la sombra volvería a ser protagónico, dándoles un tinte de film noir atípico en el género. Para un periódico rionegrino dibujó y escribió el guion a finales de la década del '90 de Pepe Moreno, las aventuras de un paleontólogo preocupado por las depredaciones del patrimonio arqueológico nacional.
Aficionado de siempre a la pintura, produjo muchas telas en sus últimos años. Enfermo de cáncer, trabajó hasta poco antes de su muerte, acaecida en Buenos Aires el 11 de noviembre de 2005.

## Obra
| Años            | Título           | Guionista       | Publicación                                |
| --------------- | ---------------- | --------------- | ------------------------------------------ |
| 1966-           | Aquí la retirada | Robin Wood      | D'artagnan 135-                            |
| 05/1967-        | Nippur de Lagash | Robin Wood      | D'artagnan 151-, Nippur Magnum             |
| 1967-1978       | Dennis Martin    | Robin Wood      | D'artagnan 157-                            |
| 1969-           | Gilgamesh        | Lucho Olivera   | D'artagnan                                 |
| 1978            | Yo, Ciborg       | Alfredo Grassi  | Skorpio Gran Color 42-49                   |
| 12/1989-07/1994 | Gwendolyn 3-19-4 | Ricardo Ferrari | Anuario Nippur Magnum 23-Nippur Magnum 118 |